# YO! Sushi
Pour l’article homonyme, voir Yo.
YO! Sushi est une chaîne de restauration rapide d'origine britannique commercialisant des sushis. Fondée en 1996, elle compte soixante-huit restaurants au Royaume-Uni, trois en France, trois à Dubaï et quelques autres dans le reste du monde, des lancements étant en cours à Dublin, en Malaisie et à Moscou.

## Implantations

### Au Royaume-Uni

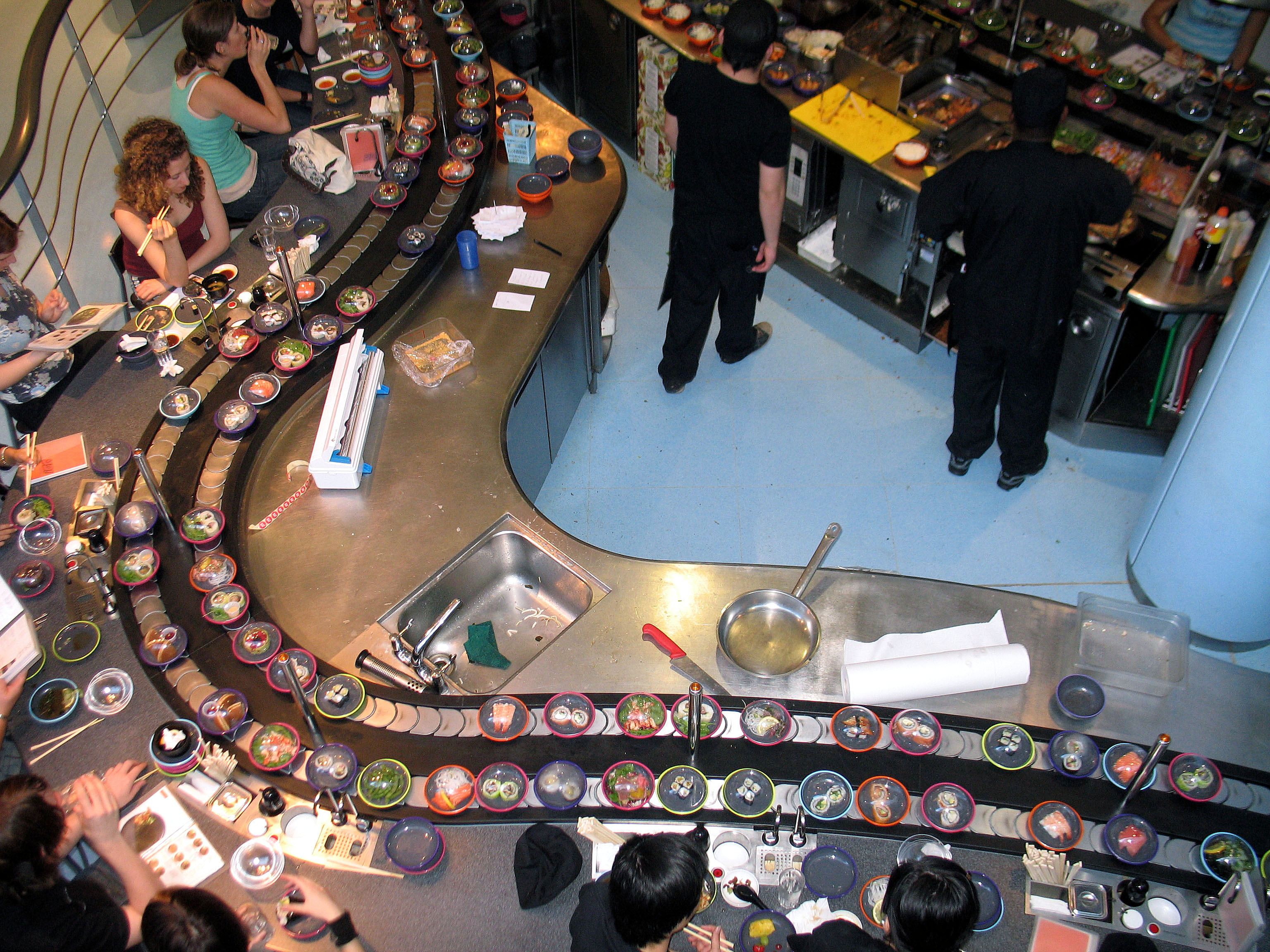
Un restaurant à Manchester.

La chaîne compte une trentaine de restaurants dans son pays d'origine, le Royaume-Uni.

### En France
Le contrat permettant le développement de YO! Sushi sur le territoire français été signé en décembre 2004 et a conduit à l'ouverture d'un premier restaurant dès juin 2005 dans le centre commercial francilien appelé Carré Sénart. Le deuxième ouvre aux Quatre Temps en mai 2006 et le troisième à Créteil Soleil en octobre de la même année. En 2007, à la suite de la fermeture du restaurant de Créteil, l'enseigne change de nom pour K10.